# 행복한 세상찾기 누룽지
행복한 세상찾기 누룽지는 2005년 3월 18일에 KBS 1TV에서 금요일 저녁 7시 30분에 파일럿으로 방송되었던 프로그램이다.
한편, 파일럿으로 방영될 당시 김국진과 이영자가 공동 MC를 맡았으나 뒷날 KBS 2TV에서 구수한 세상 누룽지로 정규 편성될 당시에는 다른 사람이 대신했다.

## 방송 시간
| 방송 채널 | 방송 기간       | 방송 시간                                 |
| --------- | --------------- | ----------------------------------------- |
| KBS 1TV   | 2005년 3월 18일 | 매주 금요일 저녁 7:30 ~ 8:25 (1시간 55분) |

## 누룽지 코너 소개
- 영자씨 하룻 밤 묵어 갑시다 : 마을의 문제 해결은 내가 한다.
- 김국진의 문자 사랑방 여보세~요 : 세대간의 벽을 허문다.

## 진행자
- 김국진, 이영자

## 패널
- 이용식, 선우용여, 노홍철, 전제향